# Anesaki-jinja
Anesaki-jinja (姉埼神社) är en shinto-helgedom i Anesaki, Ichihara, Chiba prefektur.

## Dyrkadekami
De följande fem kami dyrkas i Anesaki-jinja.
Huvudgudom
- Shinatsuhiko (Shinatobe no Mikoto)
En vindgudinna. Enligt helgedomens tradition är hon antingen fru eller syster till Shinatsuhiko no Mikoto, Shimaana-jinjas huvudgudom.

Andra gudomar
- Yamatotakeru no Mikoto
- Amenokoyane no Mikoto
- Saenomihashira no Kami
- Ōsasaki no Mikoto - avser Kejsar Nintoku.

## Historia

### Grundande
I Kojiki och Nihon Shoki nämns det att Yamato Takeru under sin expedition österut stötte på ett oväder vid Uragakanalen. Denne ska dock ha lyckats ta sig över till Kazusaprovinsen tack vare att prinsessan Ototachibana offrade sig till gudarna genom att kasta sig i havet. Som tack, och till prinsessans minne, sägs han ha dyrkat vindgudinnan Shinatobe på den här platsen, vilket räknas som helgedomens grundande.
Enligt lokal hävd ska även Yamato Takerus far, Kejsar Keikō ha besökt platsen efter sin sons död, och då börjat dyrka honom vid sidan om vindgudinnan. För övrigt sägs det att områdets härskare, Kamitsūnakami no Kunimiyatsuko introducerade gudarna Amenokoyane samt Saenomihashira under Kejsar Seimus femte år. Under Kejsar Richūs fjärde år ska en av hans ättlingar ha börjat dyrka Nintoku här. Sanningshalten i dessa uppgifter är okänd, men i närliggande område finns stora gravmonument (kofun), och det är möjligt att detta var Kamitsūnakamis maktcentrum.

### Översikt
I Rikkokushi nämns det att "Anesakigami" år 877 uppnått "övre femte rangen, lägre grad", och år 884 upphöjdes samma gud till "övre femte rangen, övre grad".
Helgedomen återfinns i Engishikis gudaregister från år 927, och räknas därmed som en "shikinaisha". Den finns även med i Wamyōshō (en känd ordbok från Heianperioden).
Förr i tiden hade helgedomen nära band med Shimaana Jinja (vilken också räknas som shikinaisha), och det sägs att deras mikoshi fördes fram och tillbaks emellan dem.
Enligt "det moderna systemet för helgedomars rang" som infördes efter meijirestaurationen räknades Anesaki-jinja som prefektur-helgedom.
År 1986 brann huvudbyggnaden samt helgedomens shinboku (heligt träd) ner. Sedan dess har huvudbyggnaden rekonstruerats, och en stickling från det gamla trädet har planterats.

### Gudarnas rang
- 17 maj 877, det första året av Gangyō-eran, upphöjdes "Anesakigami" från "lägre femte rangen, lägre grad" till "övre femte rangen, lägre grad". (Nihon Sandai Jitsuroku)
- 15 juli 884, det åttonde året av  Gangyō-eran, upphöjdes "Anesakigami" från "övre femte rangen, lägre grad" till "övre femte rangen, övre grad". (Nihon Sandai Jitsuroku)

## Området

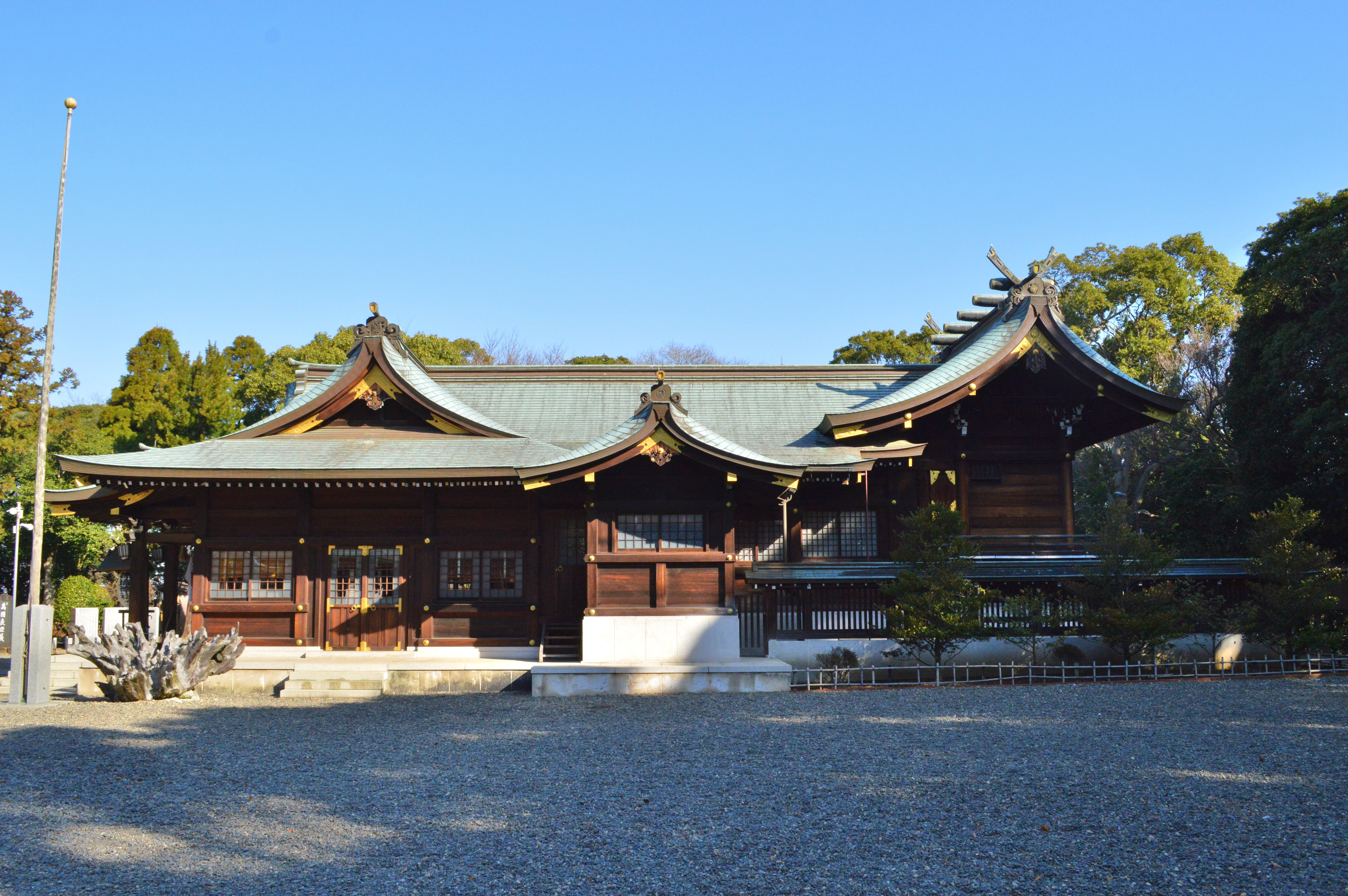
Shaden (huvudbyggnaden)
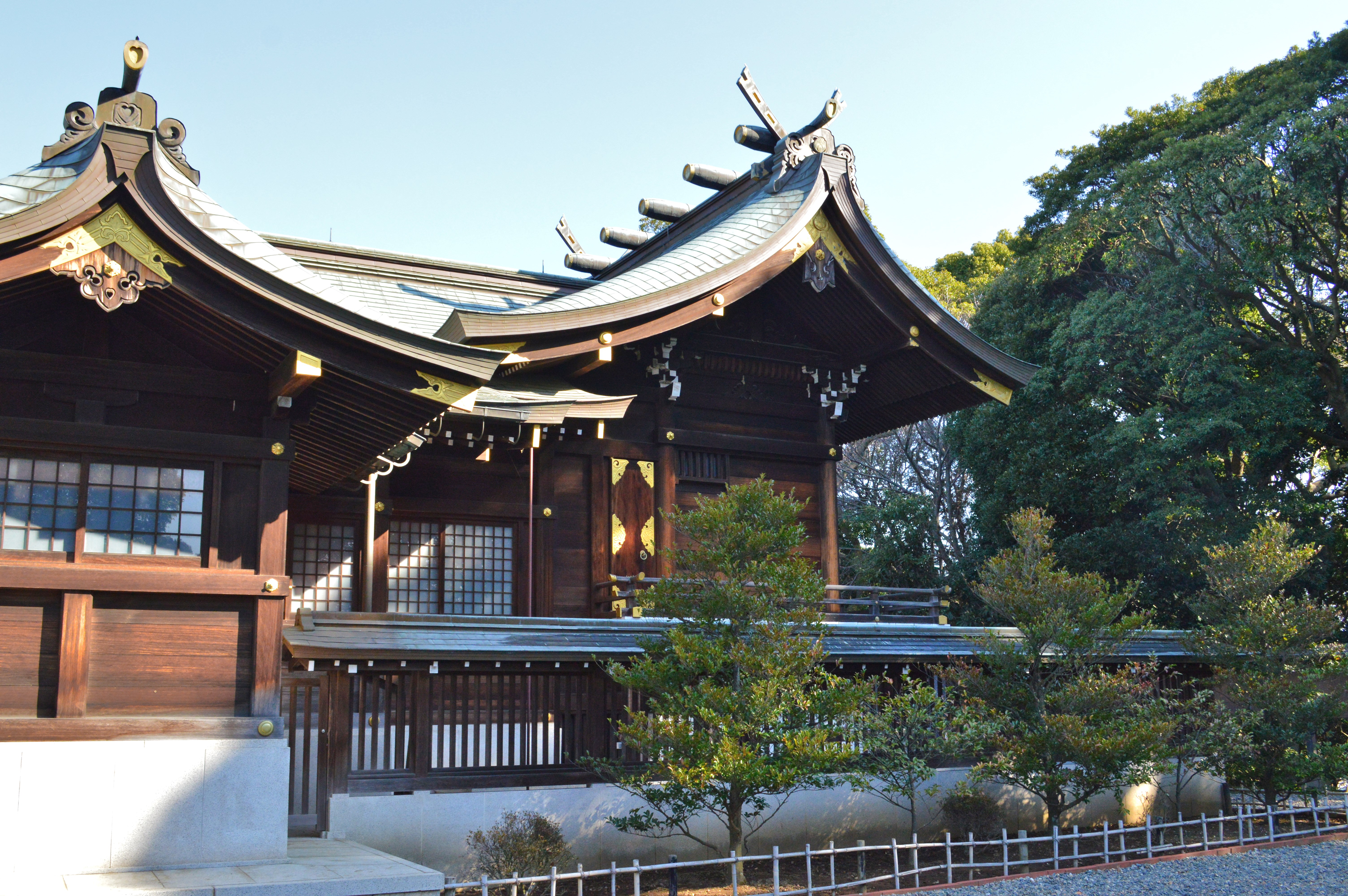
Honden (inre helgedomen)
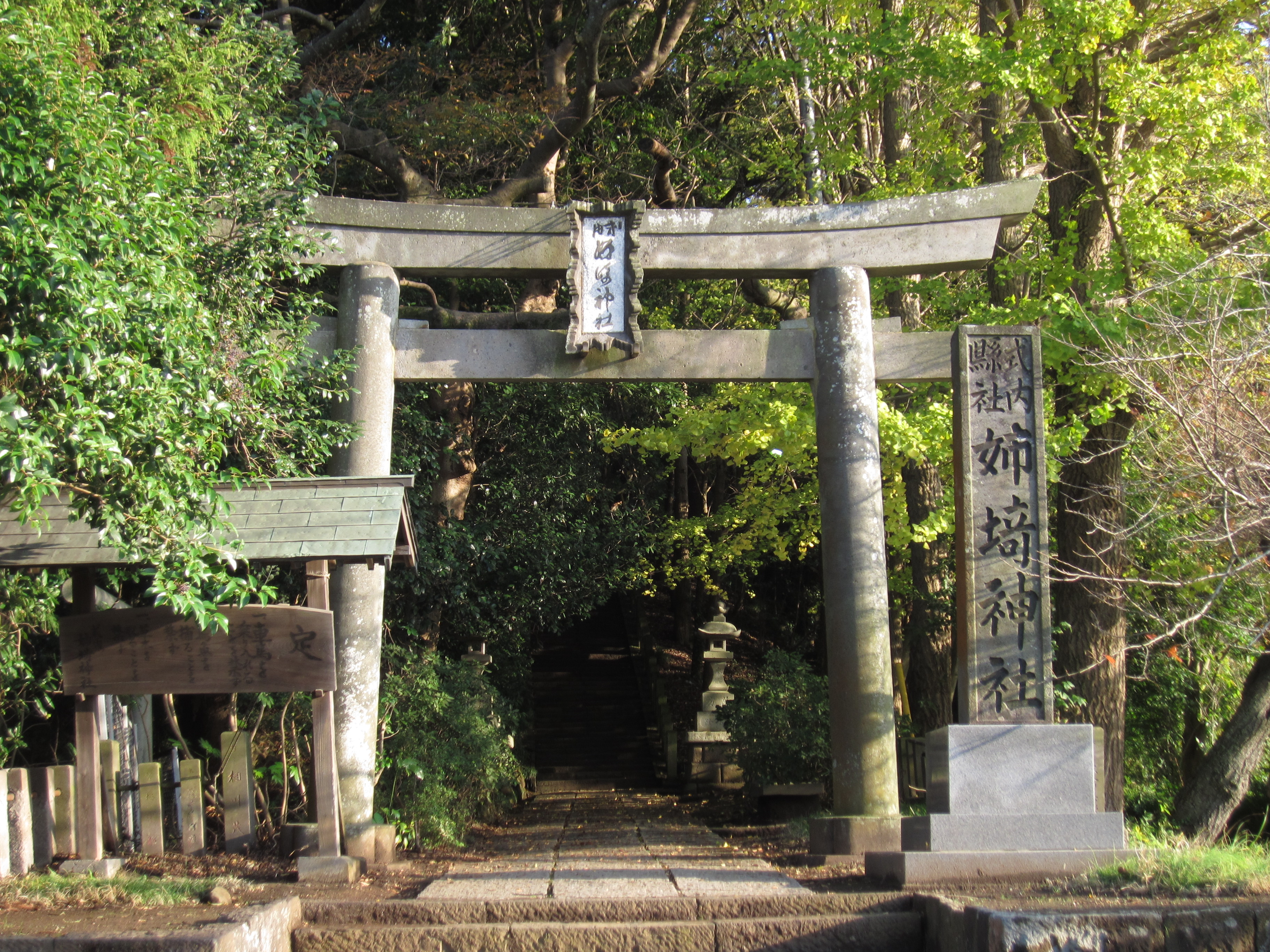
Ingångs-torii
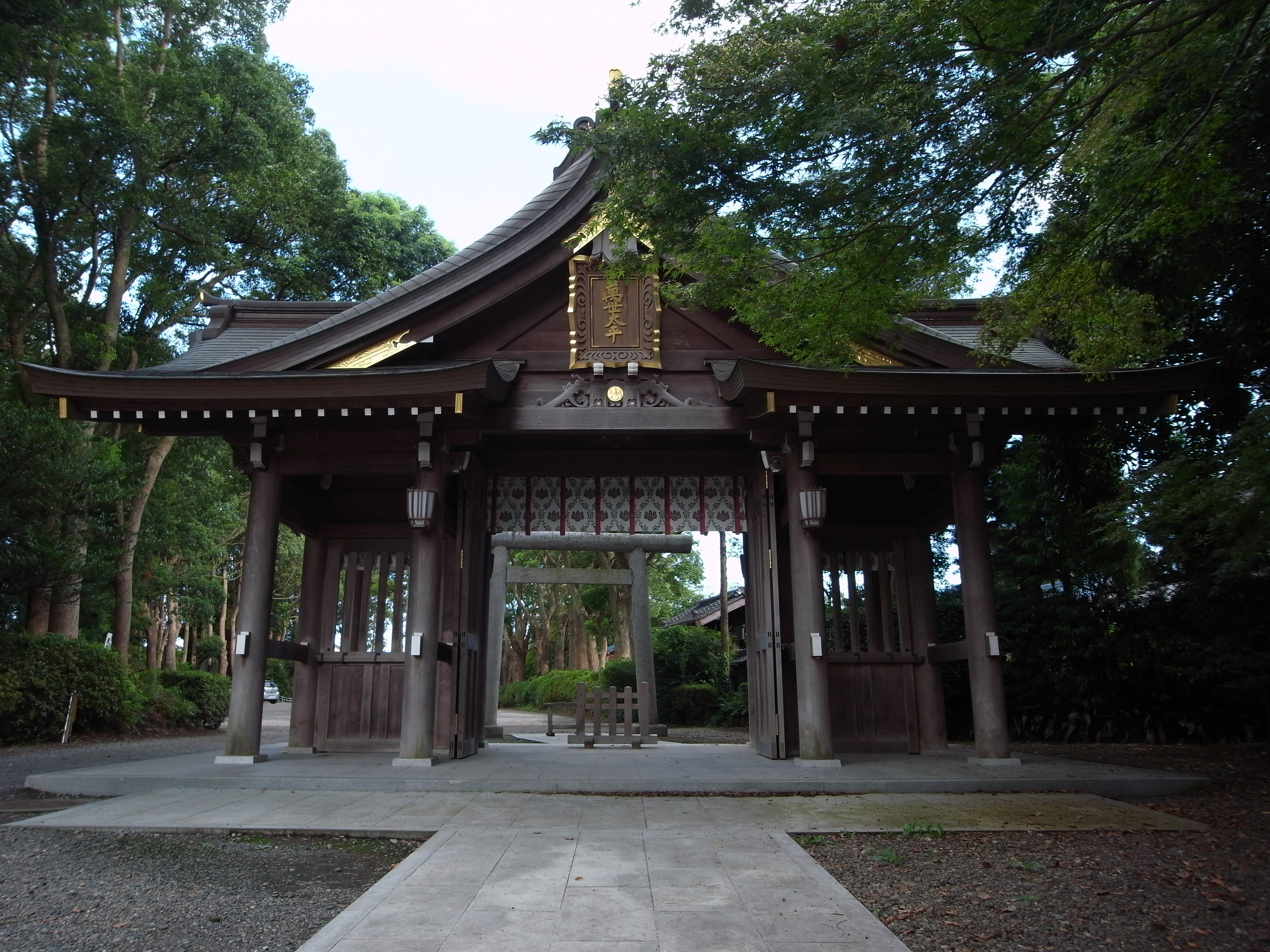
Shinmon (portal)

## Underordnade helgedomar
På området finns bland annat Asama-jinja, belägen på en Fujizuka (en liten kulle utformad som en miniatyr av Fujiberget.)

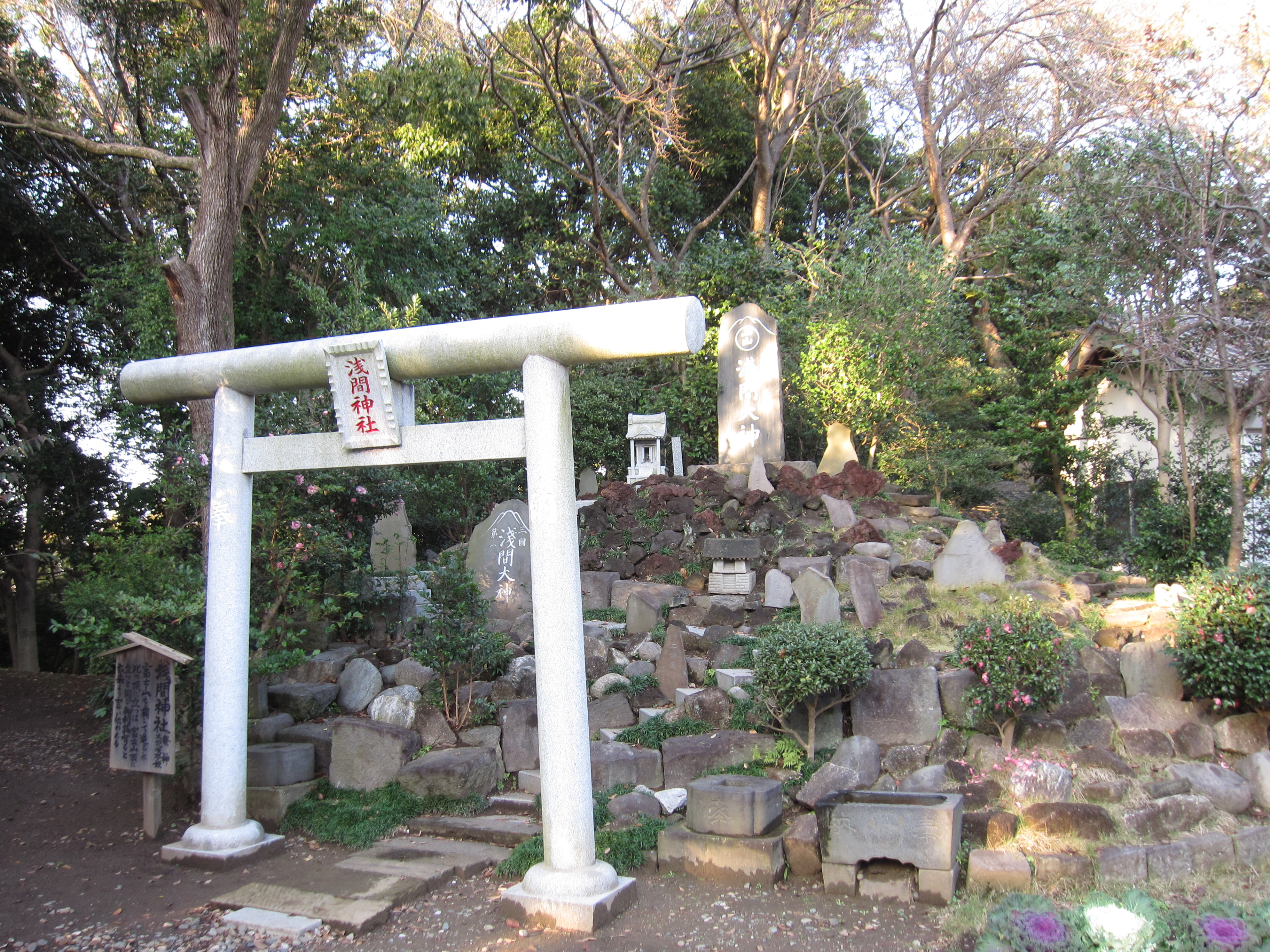
Asama-jinja (Fujizuka)
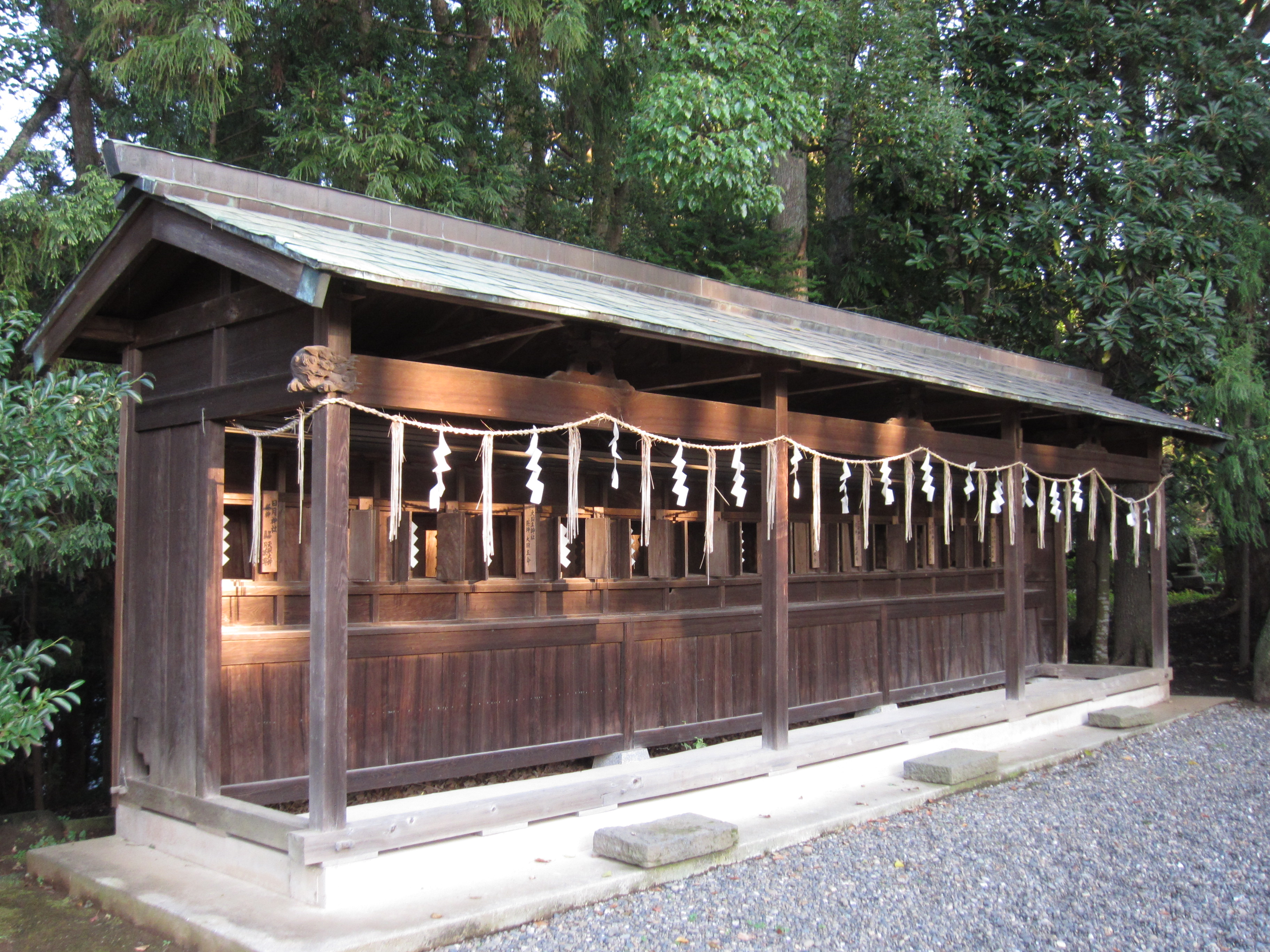
Underordnad Helgedom

## Tradition
På Anesaki-jinjas område växer det inga tallar (de flesta träd är gamla cederträd). De följande historierna förklarar varför helgedomens gud tycker illa om dem, och varför närliggande traktens namn blev "Anesaki".
- Då Shinatobe hade begett sig på en lång resa, och Shinatsuhiko inte visste när hon skulle återvända beklagade han "att vänta är smärtsamt". Eftersom både "att vänta" (待つ) och tall (松) uttalas "matsu" på japanska ska man ha börjat undvika dessa träd i området.
- En gång när de båda gudarna besökte trakten hade Shinatobe kommit fram före sin bror Shinatsuhiko, och väntade på honom här. Namnet ska därför ha kommit från "ane ga saki" vilket på japanska betyder "storasystern är först". Det finns även berättelser som påstår att det var hon som då yttrade orden "att vänta är smärtsamt".
- Det ursprungliga ortnamnet var "Anegamatsu" (storasystern väntar). Detta beror på att det i trakten fanns många hushåll där de yngre döttrarna blev gifta först, och de äldre blev kvar hemma. Därför tror vissa att namnet ändrades till "Anegasaki" i hopp om att de äldre döttrarna skulle få gifta sig först.

Dessutom finns det i socknen en sedvänja att inte pynta tallar på nyår. Därför undviker man att göra kadomatsu (ett växt-arrangemang med tallkvistar som placeras vid ingången till hus) och använder istället växten sakaki för att göra så kallade kadosakaki. Dessutom använder vissa hushåll amuletter i form av sardinhuvuden, samt en pappersversion av kadomatsu som ersättning.

## Platsinformation
Adress
- 2270 Anesaki, Ichihara, Chiba prefektur

Trafikåtkomst
- Järnväg: JR Higashi Nihon, Uchibōlinjen, Anegasaki station. (cirka 10 minuter till fots)

I närområdet
- Anesakis Kofun Grupp, Anesaki Tenjinyama Kofun, Anesaki Futagozuka Kofun, etcetera.